# 3888 Hoyt
3888 Hoyt è un asteroide della fascia principale. Scoperto nel 1984, presenta un'orbita caratterizzata da un semiasse maggiore pari a 2,3938930 UA e da un'eccentricità di 0,2517759, inclinata di 22,18565° rispetto all'eclittica.